# Zespół Szkół Technicznych i Ogólnokształcących „Mechanik” w Tarnowskich Górach

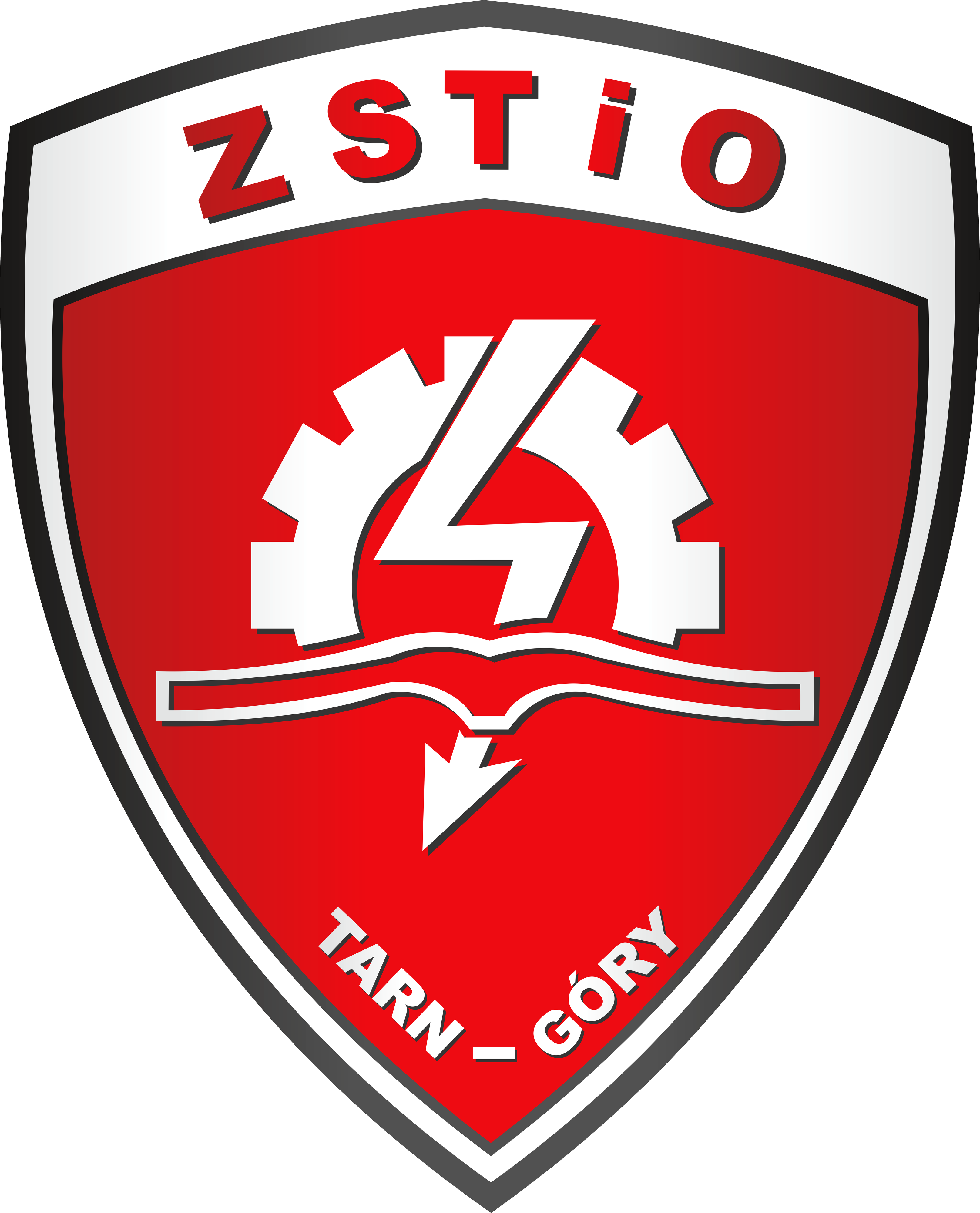
Logo ZSTiO Mechanik w Tarnowskich Górach

Zespół Szkół Technicznych i Ogólnokształcących (ZSTiO) „Mechanik” w Tarnowskich Górach – publiczna szkoła średnia w Tarnowskich Górach.

## Historia
- 1945 – rozpoczęcie działalności Publicznej Szkoły Dokształcającej Zawodowej przy ul. Sobieskiego, przeniesionej następnie na ul. Sienkiewicza 6
- lata 50. – zmiana nazwy na Państwową Zasadniczą Szkołę Mechaniczną, a następnie na Zasadniczą Szkołę Metalowo-Elektryczną CUSZ
- 1962 – otwarcie Technikum Mechanicznego
- 1963 – rozpoczęcie działalności Technikum Mechanicznego Wydział dla Pracujących
- 1967 – przeniesienie szkoły do nowego budynku przy ulicy Sienkiewicza 23. Rozpoczęcie działalności Technikum Mechaniczno-Elektrycznego, a następnie Zespołu Szkół Mechaniczno–Elektrycznych im. Włodzimierza Lenina
- 1998 – zmiana nazwy na Zespół Szkoł w Tarnowskich Górach.
- 2002 – zmiana nazwy na Zespół Szkół Technicznych i Ogólnokształcących.

## Dyrektorzy
- Hieronim Kojm: 1945–1951
- Jan Wargocki: 1951–1961
- Eugeniusz Jurczyk: 1961–1976
- Henryk Bichalski: 1976–1980
- Jan Rokita: 1980–1985
- Wanda Gad: 1985–1986
- Marek Kandzia: 1986–2004
- Aleksandra Dawid: 2004–2019
- Marcin Ślęzak: od 2019

## Władze szkoły
- dyrektor: mgr Marcin Ślęzak
- wicedyrektor: mgr Mirosława Turek-Twardowska
- kierownik szkolenia praktycznego: mgr Andrzej Bednarek
- kierownik warsztatów szkolnych: mgr inż. Łukasz Mann

## Oddziały i kierunki kształcenia

### Technikum
- Technik elektronik
- Technik informatyk
- Technik mechatronik
- Technik mechanik
- Technik programista

### Szkoła Branżowa I Stopnia
- Operator obrabiarek skrawających
- Elektronik

## Warsztaty szkolne
Od 1951 roku funkcjonuje budynek warsztatów szkolnych mieszczący się w niedalekiej odległości od dzisiejszej szkoły. Po początkowych problemach z brakiem wyposażenia, w 1953 warsztaty posiadały następujące oddziały:
- Dwa oddziały mechaniczne.
- Trzy oddziały obróbki ręcznej
- Oddział obróbki plastycznej
- Oddział elektryczny
- Oddział remontowy

W 1967 po oddaniu budynku szkoły do użytku warsztaty były w trakcie prac budowlanych i dopiero w 1971 rozpoczęto tam proces dydaktyczny.
W 2019 warsztaty szkolne zostały wyremontowane.

## Baza dydaktyczna szkoły
- 8 pracowni informatycznych

- 3 pracownie mechaniczne
- 2 pracownie elektryczne i elektroniczne
- Pracownia mechatroniczna
- Warsztaty szkolne wspomagające kształcenie praktycznej nauki zawodu dla kierunków technicznych i zawodowych

## Koła zainteresowań i zespoły działające w szkole
- Powiatowa Reprezentacja Młodzieży

Członkowie PRM uczestniczą w spotkaniach z przedstawicielami Starostwa Powiatowego oraz z przedstawicielami innych szkół. Zasiadają też często na ławie elektorów podczas Debat Śląskich w Katowicach, co zainspirowało do utworzenia w ramach PRM Klubu Dyskusyjnego, którego celem jest rozwój umiejętności oratorskich i erystycznych oraz do organizowania Debat Mechanika, poruszających kwestie polityczne, społeczne i kulturowe. Szkolny zespół PRM nawiązał też kontakty polsko-niemieckie.
- Szkolne Koło Teatralne
- Orkiestra dęta „Mechaniczna Orkiestra”
- Zespół rockowy
- Szkolne koło naukowe „Młodzi Innowatorzy”

## Absolwenci
- Tomasz Głogowski – polityk, poseł V, VI, VII i VIII kadencji Sejmu